# Mistrzostwa Europy w Biegach Przełajowych 2013
20. Mistrzostwa Europy w Biegach Przełajowych – zawody lekkoatletyczne w biegach przełajowych, które odbywały się 8 grudnia 2013 w Belgradzie.
Stolica Serbii została wybrana na gospodarza imprezy w listopadzie 2011 w Helsinkach.

## Rezultaty

### Mężczyźni
| Konkurencja:                 | 1. miejsce                                                                                 | Rezultat | 2. miejsce                                                                           | Rezultat | 3. miejsce                                                                              | Rezultat |
| Seniorzy                     | Alemayehu Bezabeh                                                                          | 29:11    | Polat Kemboi Arıkan                                                                  | 29:32    | Andy Vernon                                                                             | 24:08    |
| Seniorzy – drużynowo         | Hiszpania · Alemayehu Bezabeh · Mohamed Marhum · Iván Fernández · Antonio David Jiménez    | 40 pkt.  | Belgia · Jeroen D'Hoedt · Bashir Abdi · Koen Naert · Soufiane Bouchikhi              | 72 pkt.  | Wielka Brytania · Andy Vernon · Tom Farrell · Keith Gerrard · Adam Hickey               | 78 pkt.  |
| Młodzieżowcy U23             | Pieter-Jan Hannes                                                                          | 24:02    | Mitko Cenow                                                                          | 24:07    | Nemanja Cerovac                                                                         | 24:08    |
| Młodzieżowcy U23 – drużynowo | Wielka Brytania · Luke Caldwell · Callum Hawkins · Jonathan Hay · Dewi Griffiths           | 40 pkt.  | Ukraina · Iwan Strebkow · Dmytro Siruk · Ołeksandr Kuzmiczow · Ihor Porozow          | 72 pkt.  | Francja · Romain Collenot-Spriet · Francois Barrer · Djilali Bedrani · Youssef Mekdafou | 78 pkt.  |
| Juniorzy                     | Ali Kaya                                                                                   | 17:49    | Isaac Kimeli                                                                         | 17:51    | Michaił Striełkow                                                                       | 18:05    |
| Juniorzy – drużynowo         | Francja · Alexandre Saddedine · Mehdi Belhadj · Alexis Miellet · Maxime Hueber Moosbrugger | 48 pkt.  | Rosja · Michaił Striełkow · Wiktor Bachariew · Aleksandr Nowikow · Wildan Gadielszin | 51 pkt.  | Włochy · Lorenzo Dini · Yemaneberhan Crippa · Samuele Dini · Nekagenet Crippa           | 55 pkt.  |

### Kobiety
| Konkurencja:                 | 1. miejsce                                                                            | Rezultat | 2. miejsce                                                                                    | Rezultat | 3. miejsce                                                                             | Rezultat |
| Seniorki                     | Sophie Duarte                                                                         | 26:34    | Gemma Steel                                                                                   | 26:39    | Ana Dulce Félix                                                                        | 26:41    |
| Seniorki – drużynowo         | Wielka Brytania · Gemma Steel · Julia Bleasdale · Lauren Howarth · Stephanie Twell    | 35 pkt.  | Francja · Sophie Duarte · Clémence Calvin · Christine Bardelle · Laila Traby                  | 54 pkt.  | Hiszpania · Iris María Fuentes-Pila · Diana Martín · Lidia Rodríguez · Marta Silvestre | 61 pkt.  |
| Młodzieżowcy U23             | Sifan Hassan                                                                          | 19:40    | Amela Terzić                                                                                  | 19:46    | Charlotte Purdue                                                                       | 19:49    |
| Młodzieżowcy U23 – drużynowo | Wielka Brytania · Charlotte Purdue · Kate Avery · Lily Partridge · Rhona Auckland     | 19 pkt.  | Rosja · Gulszat Fazlitdinowa · Jekatierina Sokolenko · Swietłana Riazancewa · Luiza Litwinowa | 54 pkt.  | Holandia · Sifan Hassan · Maureen Koster · Irene van Lieshout · Marlin van Hal         | 70 pkt.  |
| Juniorki                     | Emelia Gorecka                                                                        | 13:06    | Sofia Ennaoui                                                                                 | 13:16    | Maruša Mišmaš                                                                          | 13:27    |
| Juniorki – drużynowo         | Wielka Brytania · Emelia Gorecka · Georgia Taylor-Brown · Bobby Clay · Jessica Gibbon | 24 pkt.  | Szwecja · Maria Larsson · Ebba Andersson · Isabelle Brauer · Tova Eurén-Magnusson             | 75 pkt.  | Niemcy · Alina Reh · Maya Rehberg · Caterina Granz · Vera Coutellier                   | 95 pkt.  |

## Klasyfikacja medalowa
| Miejsce | Kraj            | Złoto | Srebro | Brąz | Razem |
| 1.      | Wielka Brytania | 5     | 1      | 3    | 9     |
| 2.      | Francja         | 2     | 1      | 1    | 4     |
| 3.      | Hiszpania       | 2     | 0      | 1    | 3     |
| 4.      | Belgia          | 1     | 2      | 0    | 3     |
| 5.      | Turcja          | 1     | 1      | 0    | 2     |
| 6.      | Holandia        | 1     | 0      | 1    | 2     |
| 7.      | Rosja           | 0     | 2      | 1    | 3     |
| 8.      | Serbia          | 0     | 1      | 1    | 2     |
| 9.      | Bułgaria        | 0     | 1      | 0    | 1     |
| 9.      | Polska          | 0     | 1      | 0    | 1     |
| 9.      | Szwecja         | 0     | 1      | 0    | 1     |
| 9.      | Ukraina         | 0     | 1      | 0    | 1     |
| 13.     | Niemcy          | 0     | 0      | 1    | 1     |
| 13.     | Portugalia      | 0     | 0      | 1    | 1     |
| 13.     | Słowenia        | 0     | 0      | 1    | 1     |
| 13.     | Włochy          | 0     | 0      | 1    | 1     |